# Copa Centenario Batalla de Boyacá
La Copa del Centenario de la Batalla de Boyacá fue una competición futbolística organizada en 1919 en Santiago de Cali como parte de los festejos del 100.º aniversario de la Batalla de Boyacá, lo anterior por iniciativa del entonces presidente de la República de Colombia Marco Fidel Suárez, en el torneo también estuvo presente el gobernador del departamento del Valle del Cauca, Ignacio Réngifo Borrero.
El Certamen incluyó dos torneos en los que participaron equipos de fútbol de la ciudad de Cali y el departamento del Valle del Cauca, se disputó los días 3 y 7 de agosto de 1919 en y se proclamó campeón el América F.B.C. del Campeonato Menores, un segundo certamen fue logrado por Valle F.C.

## Campeonato Menores

### Participantes
- América F.B.C.
- Ayacucho Cali
- Latino del Valle

### Semifinales
| Fecha               | Lugar            |               |  | Resultado |  |                  |
| ------------------- | ---------------- | ------------- |  | --------- |  | ---------------- |
| 3 de agosto de 1919 | Santiago de Cali | Ayacucho Cali |  | 1:2       |  | Latino del Valle |

### Final
| Fecha               | Lugar            |                |  | Resultado |  |                  |
| ------------------- | ---------------- | -------------- |  | --------- |  | ---------------- |
| 7 de agosto de 1919 | Santiago de Cali | América F.B.C. |  | 3:0       |  | Latino del Valle |

| Cali                   |
| Campeón America F.B.C. |

## Campeonato Centenario

### Participantes
- Hispania de Cali
- Valle F.C.
- Combinado de Palmira

### Semifinales
| Fecha               | Lugar            |                  |  | Resultado |  |         |
| ------------------- | ---------------- | ---------------- |  | --------- |  | ------- |
| 7 de agosto de 1919 | Santiago de Cali | Hispania de Cali |  | 1:2       |  | Palmira |

### Final
| Fecha               | Lugar            |            |  | Resultado |  |         |
| ------------------- | ---------------- | ---------- |  | --------- |  | ------- |
| 7 de agosto de 1919 | Santiago de Cali | Valle F.C. |  | Sin Datos |  | Palmira |

| Cali                        |
| Campeón Valle Football Club |